# 釜口
釜口（かまぐち）は、兵庫県淡路市の町丁。郵便番号は656-2334。本項ではかつて同区域に存在した津名郡釜口村（かまぐちむら）についても記す。

## 地理
淡路市の北東部、大阪湾の沿岸に位置する。北東で下田・谷・久留麻、北西で小田、西で興隆寺、南西で佐野に接する。西端に妙見山がそびえる。大阪湾に沿って国道28号が通過する。

### 海洋
- 大阪湾

### 山岳
- 妙見山

### 河川
- 浜田川
- 松崎川
- 大川

## 歴史
- 幕末時点では津名郡釜口村が存在。阿波徳島藩領。
- 明治4年（1871年）5月 - 兵庫県の管轄となる。
- 明治4年11月15日（1871年12月26日） - 第1次府県統合により名東県の管轄となる。
- 1876年（明治9年）8月21日 - 第2次府県統合により兵庫県の管轄となる。
- 1889年（明治22年）4月1日 - 町村制の施行により、近世以来の釜口村が単独で自治体を形成して津名郡釜口村となる。
- 1956年（昭和31年）4月1日 - 釜口村が岩屋町・仮屋町・浦村と合併して淡路町が発足。同町大字釜口となる。
- 1961年（昭和36年）6月19日 - 淡路町の一部が分立して東浦町が発足。分町反対派の世帯を除いて同町大字釜口となる。そのため東浦町大字釜口の中に淡路町大字釜口が飛地として散在する事態となる。
- 2005年（平成17年）4月1日 - 淡路町・東浦町が一宮町・津名町・北淡町と合併して淡路市が発足。淡路町大字釜口・東浦町大字釜口ともに同市釜口となる。

## 世帯数と人口
2015年（平成27年）10月1日現在の世帯数と人口は以下の通りである。
| 町丁 | 世帯数  | 人口  |
| ---- | ------- | ----- |
| 釜口 | 389世帯 | 953人 |

## 小・中学校の学区
市立小・中学校に通う場合、学区は以下の通りとなる。
| 番地 | 小学校             | 中学校             |
| ---- | ------------------ | ------------------ |
| 全域 | 淡路市立学習小学校 | 淡路市立東浦中学校 |

## 交通

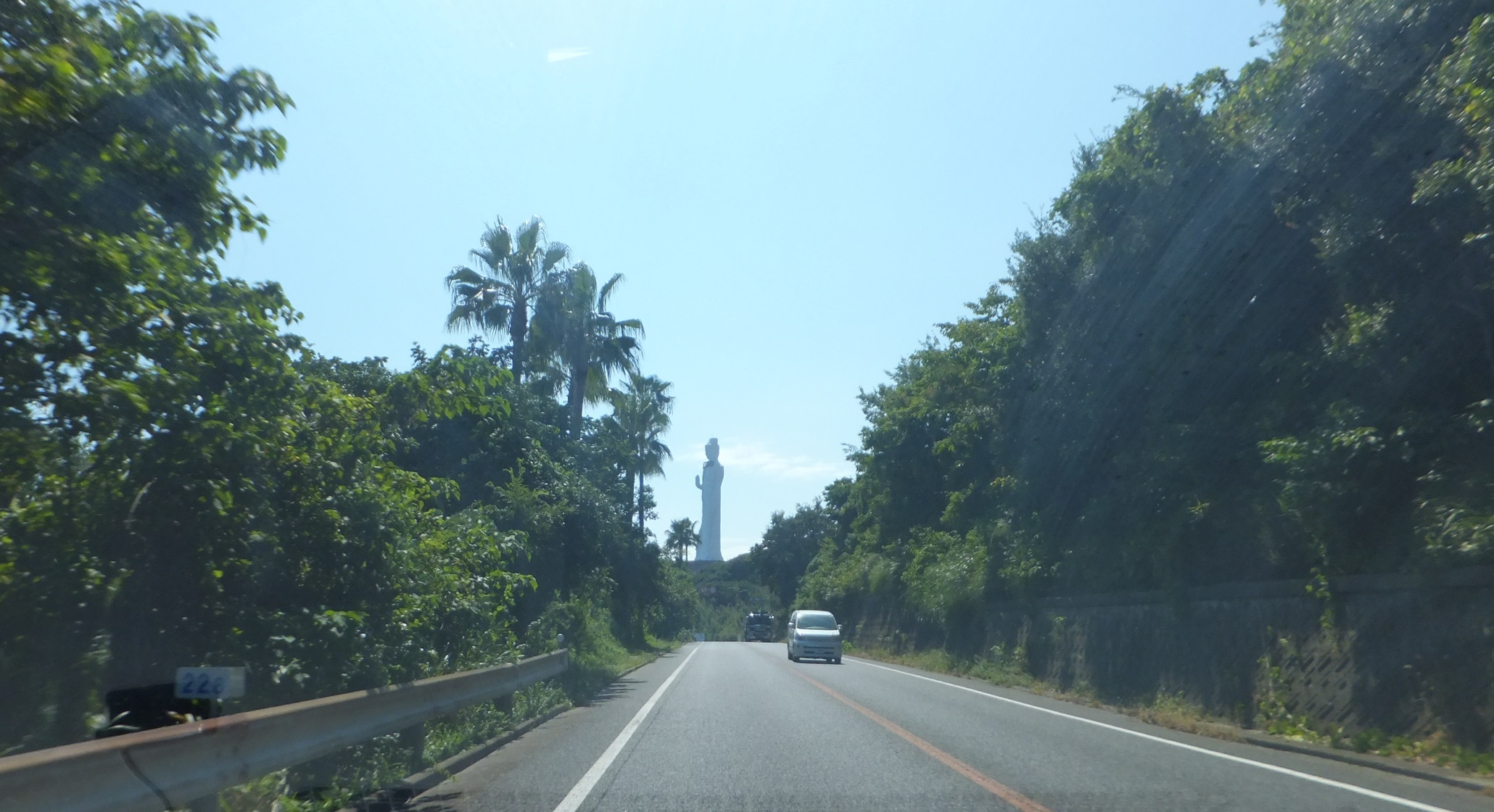
国道28号

### バス
淡路交通
- ■舞子・津名線
  - 高速舞子 - 鵜崎 - 淡路夢舞台 - 大磯港 - 立石川 - 東浦バスターミナル - 東浦総合事務所前 - 久留麻 - 仮屋 - 下田 - 野田 - 佐野局前 - ポールパーク入口 - 生穂 - 津名車庫前 - 津名港 - 志筑 - しづかホール前 - 津名臨海公園 - ワールドパークおのころ
- ■縦貫線
  - 岩屋 - 東浦バスターミナル - 津名港（朝の1往復のみ津名中学校前） - 洲本高速バスセンター - 洲本IC - 広田 - （鳥井 / ファームパーク） - 国衙 - 福良（岩屋発または岩屋行きの一部便が新加茂橋・宇山を経由し下加茂を発着）

### 道路
- 国道28号

## 施設

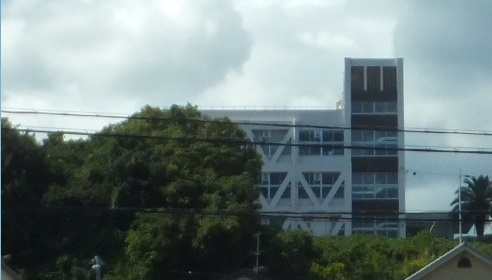
淡路市立東浦中学校

- 淡路市立釜口小学校（廃校）
- 淡路市立釜口保育所
- 野田団地
- 平和観音寺（廃寺）
- 八幡寺
- 妙勝寺
- 泉住寺
- 延寿寺
- 月の山観音